# Bill Zuckert
Bill Zuckert est un acteur américain né le 18 décembre 1915 à New York et mort le 23 janvier 1997 à Woodland Hills en Californie.

## Filmographie

### Cinéma
- 1947 : Le Carrefour de la mort : le gardien chantant
- 1959 : Le Coup de l'escalier : le barman
- 1961 : Le troisième homme était une femme : Harry Davers
- 1961 : L'Américaine et l'Amour : W.P. Mathews
- 1962 : La Bagarre de la dernière chance (Black Gold) : le shérif
- 1962 : Un direct au cœur : O'Grady
- 1963 : Shock Corridor : Swanee Swanson
- 1964 : Les Sept Voleurs de Chicago : M. Foreman
- 1965 : Le Kid de Cincinnati : le joueur de poker
- 1968 : Pendez-les haut et court : le shérif
- 1969 : The Trouble with Girls : le maire Gilchrist
- 1969 : Les parachutistes arrivent : le magistrat
- 1969 : Le Plus Grand des hold-up : le commandant des rangers
- 1969 : The Comic
- 1970 : Tora ! Tora ! Tora ! : Amiral James O. Richardson
- 1971 : How to Frame a Figg : Henderson
- 1971 : Scandalous John : Abernathy
- 1974 : Le shérif est en prison
- 1975 : The Sky's the Limit : le chef de la police
- 1975 : L'Homme le plus fort du monde (The Strongest Man in the World) : un policier
- 1976 : W. C. Fields et moi
- 1976 : Viol et Châtiment : le propriétaire de l'appartement
- 1978 : FIST : Bob
- 1978 : Loose Shoes : le détective de l'hôtel
- 1978 : L'Affaire Colson : E. Howard Hunt
- 1980 : Space Connection : Ace Landon
- 1980 : Comme au bon vieux temps : le propriétaire de la station essence
- 1984 : Le Train de Chattanooga (Chattanooga Choo Choo) : Owen Meredith
- 1984 : Snowballing : Shérif Gilliam
- 1985 : Little Treasure : Charlie Parker
- 1988 : Under the Gun : le gardien
- 1991 : Critters 3 : M. Menges
- 1993 : Terreur dans l'espace
- 1993 : Bank Robber : le vieil homme
- 1994 : Ace Ventura, détective chiens et chats : M. Finkle
- 1994 : Y a-t-il un flic pour sauver Hollywood ? : le vieil homme

### Télévision
- 1954 : The Web (en) (1 épisode)
- 1954 : Tom Corbett Space Cadet : Shérif Bryan Clemens (2 épisodes)
- 1956 : The Honeymooners : M. Garrity
- 1958 : Naked City : Donahue (1 épisode)
- 1958 : Decoy (en) : Détective Sam Franklin (1 épisode)
- 1961 : The Witness (en) : William Gleason (1 épisode)
- 1961 : Intrigues à Hawaï : Harper (1 épisode)
- 1961 : Lock Up : Al Bingham (1 épisode)
- 1961 : L'Homme à la carabine : Debo Lee (1 épisode)
- 1961-1966 : Adèle : plusieurs rôles (5 épisodes)
- 1961-1972 : Bonanza : plusieurs rôles (5 épisodes)
- 1962 : Le Gant de velours : Ira Garrity (1 épisode)
- 1962 : Saints and Sinners (en) : Lou Chamales (1 épisode)
- 1962 : Cheyenne : Ed Parker (1 épisode)
- 1962 : Stoney Burke : le shérif (1 épisode)
- 1962-1963 : Les Incorruptibles : Vic et Louis Tully (2 épisodes)
- 1962-1965 : Perry Mason : le juge Edward Simpson (4 épisodes)
- 1962-1967 : My Three Sons : Harry McCracken et Harry Barker (2 épisodes)
- 1962-1970 : Le Virginien : plusieurs rôles (5 épisodes)
- 1962-1971 : Gunsmoke : plusieurs rôles (5 épisodes)
- 1963 : Denis la petite peste : Sénateur Philbin (1 épisode)
- 1963 : Combat! : Colonel Veach (1 épisode)
- 1963 : Suspicion : Lieutenant Raphael (1 épisode)
- 1963 : 77 Sunset Strip : Capitaine Edward Brandmeier, Sergent Steve Ripley et Sergent Keough (3 épisodes)
- 1963-1966 : Le Fugitif : plusieurs rôles (5 épisodes)
- 1963-1970 : Les Aventuriers du Far-West : plusieurs rôles (10 épisodes)
- 1964 : Mon Martien favori : Dr Rothman (1 épisode)
- 1964 : Le Plus Grand Chapiteau du monde : Anderson (1 épisode)
- 1964 : The Farmer's Daughter : Sénateur Layton (1 épisode)
- 1964 : Lassie : le maire Fred Rankin et Sam Caldwell (2 épisodes)
- 1964-1965 : No Time for Sergeants (2 épisodes)
- 1964-1965 : Mr. Novak : M. Arthur Bradwell (6 épisodes)
- 1965 : Max la Menace : l'amiral (1 épisode)
- 1965 : Ne mangez pas les marguerites : Révérend Dickinson et un policier (2 épisodes)
- 1965 : Ben Casey : Charlie Farmer (1 épisode)
- 1965 : Peyton Place : M. Devlin (1 épisode)
- 1965-1972 : Sur la piste du crime : plusieurs rôles
- 1966 : 12 O'Clock High : Général Hardy (1 épisode)
- 1966 : Gidget : un policier (1 épisode)
- 1966-1969 : Les Mystères de l'Ouest : le shérif et l'inspecteur Bulvon (2 épisodes)
- 1967 : Captain Nice : Chef Segal (9 épisodes)
- 1967 : Le Cheval de fer : Jess Pardew (1 épisode)
- 1967 : Les Envahisseurs : Sergent Bert Wisnovsky (1 épisode)
- 1967 : La Grande Vallée : Rogers (1 épisode)
- 1967 : Cimarron : Josiah Cooke (1 épisode)
- 1967-1968 : Cher oncle Bill : Harold Heiger (2 épisodes)
- 1968 : Les Arpents verts : le shérif (1 épisode)
- 1968 : Batman : le capitaine de la prison (1 épisode)
- 1968 : Star Trek : épisode Au-delà du Far West : Johnny Behan
- 1968-1970 : Cent filles à marier (Here Come the Brides) : le juge Weems (4 épisodes)
- 1969 : Cosby Show : Phil (1 épisode)
- 1969 : Hawaï police d'État : juge Adamson et Gainham (3 épisodes)
- 1969-1971 : Room 222 : M. E.Y. Yarnell (3 épisodes)
- 1969-1972 : La Nouvelle Équipe : plusieurs rôles (4 épisodes)
- 1969-1975 : Disney Parade : des policiers (8 épisodes)
- 1970 : Les Règles du jeu : un portier (1 épisode)
- 1970 : Ma sorcière bien-aimée : juge Ferguson (1 épisode)
- 1971 : To Rome with Love : Andres (1 épisode)
- 1971 : Love, American Style : un sergent (1 épisode)
- 1971-1975 : L'Homme de fer : plusieurs personnages (4 épisodes)
- 1972-1973 : The Partridge Family : Le Capitaine et Dwight (2 épisodes)
- 1973 : Kojak : Juge Matthews (1 épisode)
- 1973 : Le Magicien : Matt Osborne (1 épisode)
- 1973 : Love Story : Al Perrin (1 épisode)
- 1973 : Adam's Rib : le juge (1 épisode)
- 1973-1975 : Cannon : Fred Selberg et Dr Hensley (3 épisodes)
- 1974 : Les Rues de San Francisco : Harry (1 épisode)
- 1974 : La Petite Maison dans la prairie : Tom Cassidy (1 épisode)
- 1974 : Mannix : le répartiteur de voitures (1 épisode)
- 1974-1980 : Barnaby Jones : Lou, le shérif et un gardien (3 épisodes)
- 1974-1990 : Columbo : plusieurs rôles (3 épisodes)
- 1975 : The Rookies : Killy (1 épisode)
- 1975 : Deux cent dollars plus les frais : Emmett Byrd (1 épisode)
- 1976 : Police Story : un juge (1 épisode)
- 1976-1979 : La Conquête de l'Ouest : Caldwell (2 épisodes)
- 1977 : L'Homme de l'Atlantide : Virgil (1 épisode)
- 1977 : Chips : Attila (1 épisode)
- 1978 : Switch : Kosky (1 épisode)
- 1978 : Lou Grant : l'éditeur national (2 épisodes)
- 1978 : Les Chiens de l'enfer
- 1978-1979 : Drôles de dames : le shérif et Jake (2 épisodes)
- 1979 : Quincy : le commissaire-priseur (1 épisode)
- 1981 : Walking Tall : Orville Tooner (1 épisode)
- 1981 : The Adventures of Huckleberry Finn
- 1983 : Dallas (1 épisode)
- 1983 : Simon et Simon : Dooley (1 épisode)
- 1984 : Au fil des jours : M. Tuller (1 épisode)
- 1986 : Dynastie II : un ranger (1 épisode)
- 1987 : Hôpital St Elsewhere : Len Druzwicki (1 épisode)
- 1987 : Mr. Gun : un gardien (1 épisode)
- 1991 : Dans la chaleur de la nuit : juge Clint (2 épisodes)
- 1992 : On the Air : Crusty Stagehand (1 épisode)
- 1993 : Dream On : M. Zoldessy (1 épisode)
- 1994 : Walker, Texas Ranger : Arden Stuart (1 épisode)
- 1995 : Un drôle de shérif (1 épisode)
- 1996 : Diagnostic : Meurtre : Whit Sterling (1 épisode)